# Max Schwall (Fußballspieler)
Max Schwall (* 2. September 1932 in Karlsruhe-Daxlanden; † 9. März 2025) war ein Fußballspieler des Karlsruher SC in der Oberliga Süd.

## Laufbahn

### FV Daxlanden, 1942 bis 1957
Mit zehn Jahren begann in der Jugendabteilung seines Heimatvereines FV Daxlanden der Schüler Max Schwall mit dem Fußballspiel im Verein. Als A-Jugendlicher gewann er 1949 mit seinen Kameraden die Badische Meisterschaft und erreichte anschließend die Vizemeisterschaft in Süddeutschland. Vorbild in der fußballerischen Technik, dem selbstverständlichen Umgang mit dem Ball, war für ihn wie auch für viele andere Talente des FV Daxlanden, die Person Herbert Dannenmeier, der den Weg von Daxlanden über den VfB Mühlburg zum Karlsruher SC erfolgreich beschritten hatte. Da der FV Daxlanden in der Runde 1949/50 den Aufstieg in die damals höchste Amateurklasse in Nordbaden, die 1. Amateurliga Nordbaden, schaffte, konnte das Nachwuchstalent Max Schwall von Beginn seiner Seniorenlaufbahn an, seine fußballerischen Kräfte mit leistungsfördernder Konkurrenz messen. In der ersten Runde im Seniorenbereich, 1951/52, wurde der Nachwuchsspieler häufig auf dem linken Flügel (Linksaußen/Halblinks) und als Mittelstürmer eingesetzt. Als Dritter in der 1. Amateurliga Nordbaden qualifizierte sich Daxlanden für die Spiele um den süddeutschen Pokal 1952. Die Gegner aus der Oberliga (SV Waldhof Mannheim, VfR Mannheim, VfL Neckarau) und der 2. Liga Süd (SV Wiesbaden und ASV Feudenheim) waren für das Talent Max Schwall eine erste Auseinandersetzung mit dem Ligafußball in Süddeutschland. In der Runde 1952/53 feierte der 20-Jährige die Meisterschaft mit Daxlanden und nahm deshalb an der Aufstiegsrunde zur 2. Liga Süd gegen den 1. FC Hanau 93 (Hessen), Wacker München (Südbayern), VfR Aalen (Württemberg), FV Offenburg (Südbaden) und den ATS Kulmbach (Nordbayern) teil. Als Dritter hinter Hanau und München verpasste Daxlanden nur knapp den Aufstieg in die 2. Liga Süd. Im Jahre der Fußball-Weltmeisterschaft 1954 in der Schweiz feierte man in Daxlanden neben dem Titelgewinn der Herberger-Schützlinge auch auf lokaler Ebene den Gewinn der Vizemeisterschaft des FVD in Nordbaden, womit gleichzeitig der Einzug in die Gruppenspiele um die deutsche Amateurmeisterschaft des Jahres 1954 sichergestellt wurde. Die Spiele gegen den VfB Friedrichshafen, SC Baden-Baden und den FC Lichtenfels im heimischen August-Klingler-Stadion waren weitere sportliche Höhepunkte des lauf- und schussstarken linken Außenläufers.

### Amateurnationalmannschaft, 1955 bis 1956
Durch die herausragenden Leistungen von Max Schwall beim FV Daxlanden in der 1. Amateurliga Nordbaden, den Spielen in der Aufstiegsrunde und den Begegnungen um die deutsche Amateurmeisterschaft sowie in seinen Einsätzen in der Verbandsauswahl von Nordbaden im Länderpokalwettbewerb, war der DFB bei der Personalsichtung für seine Amateurnationalmannschaft auf ihn aufmerksam geworden. Vom 5. bis 10. September 1955 fand unter Leitung von Bundestrainer Sepp Herberger in Köln der erste Sichtungslehrgang für die Amateurnationalmannschaft für die Olympiade 1956 statt. Nach zwei Testspielen gegen eine Schweizer Nachwuchsmannschaft (14. September in Zürich) und die Niederrheinauswahl (1. November in Düsseldorf) wurde der Kader für das Länderspiel der Amateurnationalmannschaft am 12. November 1955 in London gegen England nominiert. Max Schwall gehörte der Auswahl an und debütierte in London gegen England. Zusammen mit Karl und Rudolf Hoffmann bildete er beim 3:2-Sieg die Läuferreihe, die nach dem Spiel als das „Rückgrat“ der erfolgreichen Elf bezeichnet wurde. Als großes Erlebnis bezeichnet Max Schwall noch heute (2007) dieses Länderspiel und die anschließende Gratulation von Bundestrainer Sepp Herberger zu seiner Leistung. Der Bundestrainer setzte den Daxlander Amateur auch bei einem Testspiel der Nationalmannschaft am 22. Februar 1956 in Hamburg in einer DFB-Auswahl gegen den Hamburger SV als linker Läufer ein. Robert Schlienz spielte rechts und Rudolf Hoffmann auf der Stopperposition.

#### Vorbereitung auf die Olympischen Spiele 1956

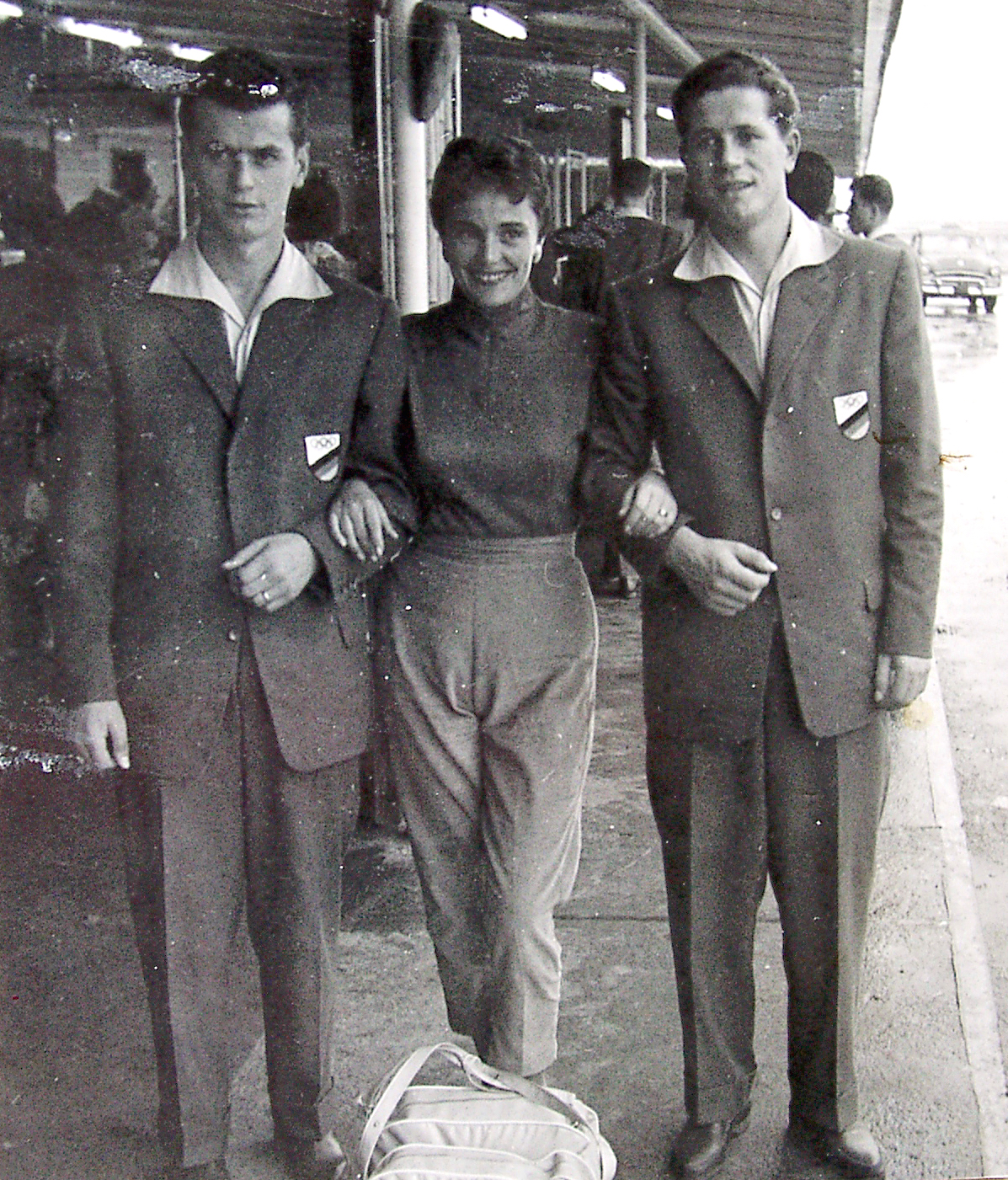
Rudolf Hoffmann (links) und Max Schwall 1956 in Melbourne

Mit dem Trainingsspiel zweier Amateur-Auswahlmannschaften begann am 18. April 1956 in Bottrop der DFB mit der offiziellen Vorbereitung für die Olympischen Spiele 1956 in Melbourne. Der Mann aus Daxlanden überzeugte auch bei diesem Spiel. Da der Amateur auch noch beim Repräsentativspiel von Nordbaden gegen Südwestdeutschland innerhalb einer Oberligaauswahl am 1. Mai 1956 im Karlsruher Wildparkstadion überzeugen konnte, war seine zweite Berufung in die Amateurnationalmannschaft keine Überraschung mehr. Am 19. Mai 1956 agierte er an der Seite von Mittelläufer Ludwig Landerer bei seinem zweiten Einsatz in der Amateurnationalmannschaft beim 3:3-Unentschieden in Freiburg gegen Frankreich. Zwei Tage später, am 21. Mai in München, wurde er für Rudolf Hoffmann beim 4:1-Erfolg gegen Schottland, eingewechselt und hatte damit drei internationale Einsätze zu Buche stehen. Vom 30. Mai bis 7. Juni 1956 fand ein weiterer Lehrgang der Amateure in München statt. Da die Türkei kurzfristig das Qualifikationsspiel am 10. Juni in Ankara absagte, stand das DFB-Team als Teilnehmer des olympischen Fußballturniers 1956 fest. Am 8. und am 15. August wurden zwei weitere Vorbereitungsspiele gegen die B-Nationalmannschaft ausgetragen. Vom 23. Oktober bis 24. Oktober fand in Duisburg nochmals ein Kurzlehrgang statt. Nach dem Abschlusstestspiel am 7. November, wiederum gegen die deutsche B-Elf, wurde Max Schwall in das endgültige DFB-Aufgebot für das olympische Fußballturnier 1956 in Melbourne berufen. Aus taktischen Gründen (es wurde eine defensive Grundausrichtung im Mittelfeld vorgegeben und Schwall verkörperte den offensiven Außenläufer) und durch eine nicht völlig ausgeheilte Knöchelblessur aus der Vorbereitungsphase konnte er an der Auftaktbegegnung der DFB-Mannschaft am 24. November 1956 in Melbourne gegen die eindeutig favorisierte Mannschaft der Sowjetunion nicht teilnehmen. Nach der 1:2-Niederlage gegen den späteren Olympiasieger waren die Olympischen Spiele für die DFB-Mannschaft schon vorzeitig vorbei und Max Schwall trat den Heimflug an, ohne aktiv auf dem Spielfeld bei Olympia gewesen zu sein. Trotzdem war die Teilnahme an den Olympischen Spielen eines der prägendsten Ereignisse in der sportlichen Laufbahn von Max Schwall. Die Hürden der Sichtung erklommen zu haben als Spieler des FV Daxlanden, die Weltreise nach Melbourne und die Atmosphäre und die Begegnungen bei den Spielen haben derartig bleibende Eindrücke hinterlassen, dass diese Schwall noch bis ins fortgeschrittene Alter vor dem geistigen Auge präsent blieben.

### Karlsruher SC, 1957 bis 1963
Zur Runde 1957/58 wechselte Schwall zum Karlsruher SC in die Oberliga Süd. Kurt Sommerlatt hatte durch seinen Wechsel zum FC Bayern München eine Lücke im Mittelfeld der Wildpark-Elf hinterlassen, welche der Amateurnationalspieler versuchen sollte, so klein wie möglich zu halten. Mit dem Saisonauftaktspiel des Karlsruher SC in der Runde 1957/58 beim TSV 1860 München, am 11. August 1957, debütierte der Daxlander in der Oberliga Süd. Er erlebte zwar im Grünwalder Stadion eine 1:2-Niederlage, entwickelte sich aber unter der Führung von Trainer Ludwig Janda auf Anhieb zum Stammspieler (24 Spiele mit zwei Toren) und konnte an der Seite von Rudi Fischer, Pál Csernai, Heinz Beck, Bernhard Termath und Gustav Witlatschil am Rundenende die Meisterschaft in der Oberliga Süd feiern. Seinen ersten Treffer erzielte er am 3. November 1957 beim 2:1-Heimerfolg gegen die SpVgg Fürth. In der wegen der Weltmeisterschaft 1958 in Schweden verkürzten Endrunde um die deutsche Fußballmeisterschaft 1958 war er in den drei zu bestreitenden KSC-Spielen gegen Tennis Borussia Berlin, Eintracht Braunschweig und den späteren Deutschen Meister FC Schalke 04 dabei. Beim 1:0-Sieg gegen Tennis Borussia steuerte er den Siegtreffer, beim 2:1-Erfolg gegen Braunschweig die 1:0-Führung für Karlsruhe bei. Als zur Runde 1959/60 Nationalspieler Horst Szymaniak in den Wildpark wechselte, bekam Schwall einen prominenten Konkurrenten für die linke Außenläuferposition. Nach Beendigung der Verbandsrunde feierte er mit dem KSC die zweite Meisterschaft in der Oberliga Süd. Er hatte zwar nicht mehr die vorher gewohnte Außenläuferposition inne, aber durch seine Willenskraft entwickelte er sich zum Allrounder und spielte auch in der Endrunde 1960 gegen Westfalia Herne, Borussia Neunkirchen und den Hamburger SV. 1960/61 hatte er mit 29 gegenüber 25 Einsätze von Szymaniak sogar vier Spiele in der Oberliga Süd mehr zu Buche stehen. Im DFB-Pokal stand er in den Jahren 1960 und 1961 jeweils mit Karlsruhe im Halbfinale. 1960 zog der KSC in das Finale ein, Schwall war aber verletzungsbedingt nicht einsatzfähig, 1961 wurde der Einzug durch eine 2:3-Niederlage nach Verlängerung bei Werder Bremen verpasst. Ungern agierte er nach eigener Aussage gegen vornehmlich kleine und quirlige Dribbler, wie Rolf Geiger vom VfB Stuttgart und Engelbert Kraus von den Offenbacher Kickers, gegen die er sich immer sehr schwer tat und deshalb selten zu eigenen offensiven Aktionen ansetzen konnte. Bei der 0:2-Niederlage am 9. September 1962 in Schweinfurt absolvierte Max Schwall als rechter Verteidiger sein letztes Spiel für den Karlsruher SC. Er erlitt dabei eine Kapselsprengung im linken Knöchel und Bruch des Wadenbeines und nahm nach deren langwierigen Ausheilung den Kampf für ein Comeback nicht mehr auf. Die Aufstellung des letzten Oberligaspiels lautete: Paul; Schwall, Witlatschil; Saida, Rhim, Kahn; Marx, Hermann, Geisert, Ruppenstein, Wild. Im Juni 1960 absolvierte Max Schwall die Ausbildung zum A-Lizenztrainer in der Sportschule Schöneck. Von 1963 bis 1969 übte er das Traineramt beim heimischen FV Daxlanden aus.
Weiterhin traf Max Schwall bei der 1:13-Niederlage bei Real Madrid im legendären Bernabeu-Stadion.

## Außerhalb des Spielfeldes
Beruflich durchlief Max Schwall bei der Stadt Karlsruhe eine zumindest gleichwertige Karriere wie auf dem Rasenfeld. Er brachte es bis zum Verwaltungsleiter des Karlsruher Hochbauamtes. Oft pflegte er an der Seite von Oberbürgermeister Prof. Dr. Gerhard Seiler die gemeinsame Jogging-Passion. Da er auch gerne mit Freunden und alten Weggefährten das Tennisspiel ausübte, hatte der Senior auch 2007 immer noch eine bewundernswert sportliche Figur. Er hielt mit fast allen ehemaligen Mitspielern Kontakt, die noch in der Karlsruher Umgebung wohnhaft sind. Er lebte als Pensionär in Karlsruhe, im elterlichen Haus in Daxlanden.